# بهرام مظفر
بهرام مظفر (بالتركية: Bahram Muzaffer)‏ (مواليد 4 أغسطس 1986) هو ملاكم تركي، مثّل بلاده في الألعاب الأولمبية الصيفية في دورتي 2008 و2012.

## روابط خارجية
بهرام مظفر على موقع أوليمبيديا (الإنجليزية)